# Ringsteadia
Ringsteadia es un cefalópodo amonite jurásico del orden Ammonitida.

## Distribución
Francia, Alemania, Federación de Rusia y Reino Unido.

## Especies
- R. anglica Salfeld, 1917
- R. bassettensis Spath, 1935
- R. brandesi Salfeld, 1917
- R. evoluta Salfeld, 1917
- R. Frecuens Salfeld, 1917
- R. marstonensis Salfeld, 1917
- R. pseudocordata Blake y Hudleston, 1877
- R. pseudoyo Salfeld, 1917
- R. salfeldi Dorn, 1925
- R. sphenoidea Buckman, 1926